# هاوس دس رودفونکس
هاوس دس رودفونکس یا خانه رادیو و تلویزیون‌ها (به آلمانی: Haus des Rundfunks) یک مجموعه ساختمانی واقع در محله وست اند برلین در پایتخت آلمان است. این ساختمان که در نوع خود قدیمی‌ترین خانه رادیو و تلویزیون‌ها در دنیا به‌شمار می‌رود در سال ۱۹۲۹ توسط هانس پلتسیگ که توانست مسابقه طراحی را برنده شود، طراحی شده‌است.
در حال حاضر بخش محلی آ. اِر. د، ار.بی. بی و همچنین رادیوهای اینفورادیو، کولتور رادیو و رادیو برلین ۸۸٫۸ از این ساختمان پخش می‌شود.
همچنین از این ساختمان به عنوان محلی برای برگزاری کنسرت نیز استفاده می‌شود.